# Hostomice pod Brdy

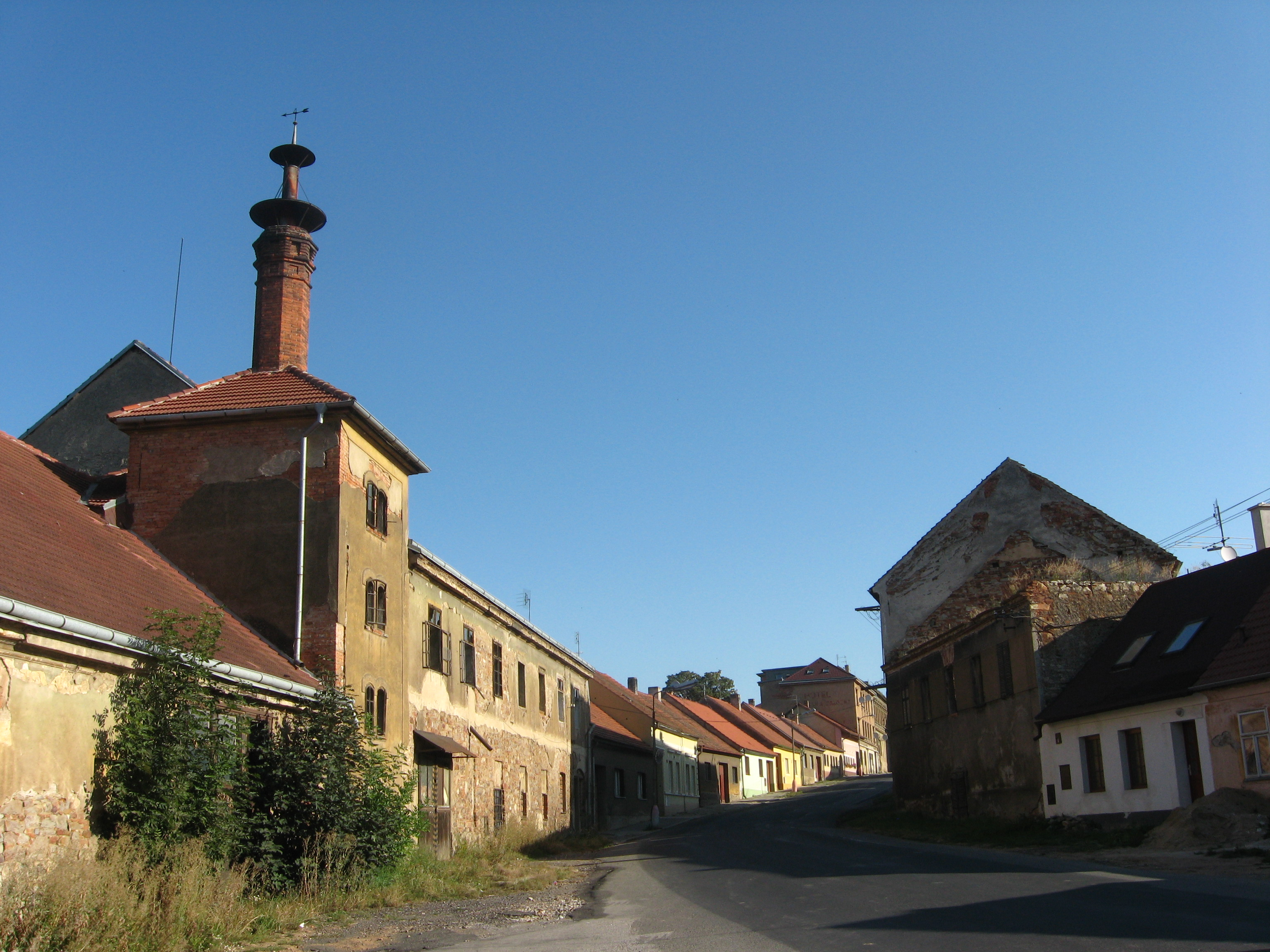
Ehemalige Brauerei an der Straße zum Markt

Hostomice (deutsch Hostomitz) ist eine Stadt mit 1.570 Einwohnern (31. Dezember 2007) in Tschechien. Sie liegt in 361 m ü. M. in einem breiten Tal zwischen Příbram und Beroun am Brdywald.

## Geschichte
Die älteste Erwähnung des Ortes stammt vom Mai 1343, als den Einwohnern Privilegien zugestanden wurden. Später wurde der Ort von Karl IV. den Herren von Karlstein übereignet und erhielt gleichzeitig den Titel "durch den König beschütztes Städtchen". 1738 wurde Hostomice durch Karl VI. zur Stadt ernannt.

## Stadtgliederung
Die Stadt Hostomice besteht aus den Ortsteilen Bezdědice (Besdieditz), Hostomice (Hostomitz), Lštěň (Elschtein) und Radouš (Radausch). Hostomice gliedert sich in die Katastralbezirke Bezdědice u Hostomic, Hostomice pod Brdy und Radouš. Grundsiedlungseinheiten sind Bezdědice, Hostomice, Lštěň, Radouš und Zátor.